# Campeonato Esloveno de Futebol de 1998-99
O Campeonato Esloveno de Futebol de 1998-99, oficialmente em Língua eslovena "1. Slovenska Nogometna Liga 98/99", (organizado pela Associação de Futebol da Eslovênia) foi a 8º edição do campeonato do futebol de Eslovênia. Os clubes jogavam em turno e returno - duas vezes. O campeão se classificava para a Liga dos Campeões da UEFA de 1999–00 e o vice se classificava para a Copa da UEFA de 1999–00. Os dois últimos eram rebaixados para o Campeonato Esloveno de Futebol de 1999-00 - Segunda Divisão.

## Participantes
| Equipe   | Cidade        | Região            | No ano anterior                                                                                  | Estádio                         | Capacidade | Títulos                                | Participações |
| -------- | ------------- | ----------------- | ------------------------------------------------------------------------------------------------ | ------------------------------- | ---------- | -------------------------------------- | ------------- |
| Rudar    | Velenje       | Savinjska         | Sétimo Lugar                                                                                     | Estádio Municipal Ob Jezeru     | 1.400      | 0 (não possui)                         | 8             |
| Celje    | Celje         | Savinjska         | Sexto Lugar                                                                                      | Estádio Skalna Klet             | 2.500      | 0 (não possui)                         | 8             |
| Gorica   | Nova Gorica   | Goriška           | Terceiro Lugar                                                                                   | Parque Desportivo Gorica        | 3.066      | 1 (1995-96)                            | 8             |
| Mura     | Murska Sobota | Pomurska          | Vice Campeão                                                                                     | Estádio Municipal Fazanerija    | 3.782      | 0 (não possui)                         | 8             |
| Beltinci | Beltinci      | Pomurska          | Ganhador de Playoffs contra clube do Campeonato Esloveno de Futebol de 1997-98 - Segunda Divisão | Parque Desportivo Beltinci      | 1.346      | 0 (não possui)                         | 8             |
| Olimpija | Liubliana     | Eslovénia Central | Quinto Lugar                                                                                     | Estádio Bežigrad                | 8.200      | 4 (1991-92, 1992-93,1993-94 , 1994-95) | 8             |
| Maribor  | Maribor       | Podravska         | Campeão                                                                                          | Estádio Ljudski vrt             | 12.435     | 2 (1996-97, 1997-98)                   | 8             |
| Primorje | Ajdovščina    | Goriška           | Quarto Lugar                                                                                     | Estádio Municipal de Ajdovščina | 1.630      | 0 (não possui)                         | 7             |
| Korotan  | Prevalje      | Koroška           | Oitavo Lugar                                                                                     | Estádio Prevalje                | 600        | 0 (não possui)                         | 5             |
| Domžale  | Domžale       | Eslovénia Central | Acesso pelo Campeonato Esloveno de Futebol de 1997-98 - Segunda Divisão                          | Parque Desportivo Domžale       | 3.212      | 0 (não possui)                         | 2             |
| Triglav  | Kranj         | Alta Carníola     | Acesso pelo Campeonato Esloveno de Futebol de 1997-98 - Segunda Divisão                          | Estádio Stanko Mlakar           | 2.060      | 0 (não possui)                         | 1             |
| Koper    | Koper         | Litoral-Kras      | Acesso pelo Campeonato Esloveno de Futebol de 1997-98 - Segunda Divisão                          | Estádio Bonifika                | 4.047      | 0 (não possui)                         | 6             |

## Campeão
| Campeão Esloveno 1998-99              |
| ------------------------------------- |
| Maribor (Maribor) (3º título) Campeão |